# 마크로밀 엠브레인
마크로밀 엠브레인(Macromill Embrain Co. Ltd.)는 대한민국의 마케팅 리서치기업이다. 본사는 서울특별시 서초구 명달로 9 Terrace B(구.방배빌딩)에 위치해 있으며 대표이사는 최인수이다.

## 상장
2020년 7월 1일에 주관사를 NH투자증권으로 공모가에 6800원에 코스닥 시장에 상장하였다.

## 같이 보기
- 마크로밀
- 시장조사

## 참고문헌
1. ↑  ]https://www.businesspost.co.kr/BP?command=article_view&num=185252 은주성, 마크로밀엠브레인 코스닥 상장 첫 날 초반 주가 뛰어, 공모가 2배 거래, 비즈니스포스트, 2020-07-01]
2. ↑  최인수 엠브레인 대표 "고객 딥데이터로 기업에 새로운 인사이트 주겠다", 아주뉴스, 2023-10-10
3. ↑  "2024 트렌드 모니터" 출간... 친구·직장동료·어른이 없는 3無 사회, 거대한 ‘피드백(Feedback)’ 결핍을 낳다, 매드타임스, 2023.10.12